# NGC 1141
NGC 1141 je galaksija u zviježđu Kit.

## Vanjske poveznice
- SEDS: NGC 1141